# 瑞安·伍茲
瑞安·邁克爾·伍兹（英語：Ryan Michael Woods，1993年12月13日—）是一名英格蘭足球運動員，司職中場，現效力於英甲球隊雅息特城。

## 職業生涯

### 施鲁斯伯里镇
伍兹在他家鄉球會沃尔索尔學習踢球，但到15歲那年被放棄後，便在2009年轉到施鲁斯伯里镇繼續足球夢。2012年5月，他與球會簽下首份職業合約，並在同年12月15日首次入選一隊陣容參加英甲聯賽對卡莱尔联的比賽，但沒有上場。繼歷6次同樣是未用替補後，他終在2013年4月23日對奥尔德姆的比賽在89分鐘上場，最終以1-0取勝。4天後主場對朴茨茅斯的比賽，他在完場前6分鐘換上，最終以3-2取勝。季後伍兹與球會續約。
2013年8月24日對罗瑟勒姆的比賽，他首次先發上場並司職右邊衛，最終以2-2打平。2014年1月11日在MK體育場對米尔顿凯恩斯的比賽，他打進了首顆職業生涯進球，但最終球隊仍是以3-2落敗。整個13/14球季他在各項賽事共上場43次，並自動延長了合約條款使他留效多一季，儘管球隊最終保級失敗來季降至英乙。
14/15球季，他在各項賽事共上場51次助球隊以亞軍完成聯賽，重返英甲。伍兹和隊友康納·戈爾德森入選了PFA英乙年度最佳陣容，而伍兹亦被提名為英乙年度最佳球員，但沒有得獎。15/16球季，由於康納·戈爾德森離隊，伍兹更受到重用。他成為球隊隊長，在2015年8月22日首次以隊長身份上場參加對奥尔德姆的比賽。他在球隊最後一場賽事是1-0輸給伯顿阿尔比恩的比賽，之後他被賣到布伦特福德，在球會3年職業生涯共上場103次及打進1球。

### 布伦特福德
2015年9月1日，他與英冠會布伦特福德簽下3年合約加盟，轉約費據報約1百萬鎊。11天後他首次代表新球會上場，參加對列斯聯的賽事，在比賽74分鐘換入。上場兩分鐘後他把控球丟給對手米爾科·安特努西，使列斯聯追成1-1並以此比數完場。後來李·卡斯利成為暫代主教練後，伍兹獲得更多上場機會。12月28日他在米底捷斯基球場對雷丁的比賽遠射取得進球先開紀錄，並交出1助攻，最後以2-1取勝。2016年4月23日，他在同樣距離遠攻破米尔顿凯恩斯大門，最終以4-1取勝並使對手確定降級至英甲。整個球季他在各項賽事共上場42次及打進2球。
2016/17球季，他擔任更多中場位置。他在2016年8月31日與球會續約4年，並在各項賽事上場45次及贏得球會年度最佳球員獎項。17/18球季季初除了私人原因短暫缺席外，伍兹同樣獲得更多比賽機會，並在2017年11月4日打進他個人新球季首顆進球，以3-1擊敗列斯聯。2018年3月30日對谢菲尔德联的比賽，他獲得職業生涯首張紅牌。整個17/18球季他在各項賽事共上場40次及打進1球，並當選球迷選出年度最佳球員。

### 斯托克城
2018年8月25日，他被外借到斯托克城並在接著1月可能成為永久轉會。9月1日對西布罗姆维奇的比賽首次上場。他在教練加利·路维特下表現不錯，當瑞安·肖克洛斯缺席時便代替他出任隊長。然而他的狀態在12月開始下滑，而球隊亦表現不濟，新教練接手後，伍兹的上場次數便大幅減少，最終球隊以第16名完成聯賽。
19/20球季，伍兹先發上場三場比賽後，便失去了先發位置。2019年新教練米高·奧尼爾接手後，他又重回先發陣回，連續先發上場5次，然而隨著1月轉會接近而又失去了位置。

### 外借至米尔沃
2020年1月17日，他被外借到米尔沃尔至季末，與教練加利·路维特團聚。他外借期間共上場18次，並以第8名完成聯賽。20/21球季，他同樣外借回米尔沃整個球季，並在各項賽事上場46次，以第11名完成聯賽。

### 伯明翰城
2021年6月23日，他轉投伯明翰並簽約三年。他在聯賽揭幕日對谢菲尔德联的比賽首次上場。可是隨著球季推進，球隊進球和防守能力弱使伍兹失了先發併置給加里·加德纳，他只有加德纳紅牌離場時才有機會上場，但他自己在對考文垂的比賽同樣拿到紅牌離場。
停賽後他在1月中以6-2大勝富勒姆的比賽重返先發位置，並保持他的位置達六星期。之後陳達毅傷癒復出後，教練李·保耶改變了陣容，伍兹的位置輸給了防守中場隊友伊万·舒尼奇，他在最後兩個月只上場4次。2022/23球季，伍兹在新主教練约翰·尤斯塔斯下先發上場了球隊首兩場比賽。

### 赫爾城
2022年8月18日，他轉投赫尔城並簽約三年。

## 榮譽
施鲁斯伯里镇
- 英格蘭足球乙級聯賽亞軍：2014–15[57]

個人
- PFA英乙年度最佳陣容：2014–15[14]

## 外部連結
- 足球数据库：瑞安·伍茲的球员统计数据